# Джерело «Потоки»
Джерело́ «Пото́ки» — гідрологічна пам'ятка природи місцевого значення в Україні. Розташована між селами Рижавка та Потоки Жмеринського району Вінницької області. 
Площа 0,01 га. Оголошена відповідно до Рішення Вінницького облвиконкому від 29.08.1984 року № 371. Перебуває у віданні Потоківської сільської ради. 
Статус надано для збереження потужного джерела — великодебітного вихіду на поверхню ґрунтової води, яка живить струмок, що впадає в річку Рів.